# Lepi srčki
Lepi srčki (znanstveno ime Lamprocapnos spectabilis) je okrasna trajnica iz družine makovk, edina vrsta iz rodu Lamprocapnos, ki izvira iz Sibirije, severne Kitajske, Koreje in Japonske, od tam pa so jo kasneje zanesli po vsem svetu.

## Opis
Rastlina v višino zraste od 60 do 80 cm (v milejšem podnebju do 120 cm) in ima nežne, svetlo zelene deljene liste. Cvetovi so posamezno viseči z lokasto povešenih stebel, imajo obliko srca in so živo rožnate barve z belo sredino. Sestavljeni so iz dveh zunanjih venčnih listov, ki srčasto objemata prašnike v notranjosti cveta. V Sloveniji rastlina cveti med aprilom in junijem.
Najbolj ji ustrezajo hladne senčne in polsenčne lege ter vlažna, odcedna tla.